# Runner (Zvezdna vrata: Atlantida)
Ekipa Majorja Lorna na nekem planetu spremlja znanstvenika, ki se ukvarja s planetarno vegetacijo. Med svojim študijem ta znanstvenik najde truplo Wraitha, ki je bil ubit s puško Atlantske ekspedicije in mu pod desno roko manjka encimska mošnja. Ko Lorne to vidi, zavaruje kraj in obvesti Atlantido o najdbi. Polkovnik Shepard takoj zbere ekipo, saj je nedavno ubiti Wraith z manjkajujočo mošnjo znak, da je planetu prisoten poročnik Ford, ki je zaradi encimov prebegnil iz Atlantide. Tako enote marincev iz Atlantide iščejo Forda, a najdejo nekoga drugega. Izkazalo se je, da je planetu prisotem Tekač (to je bivši vojak kakšnega ljudstva iz Pegasus galaksije, ki je bil zajet, nakar so mu kasneje Wraithi zaradi moči vstavili sledilno napravo in ga lovili za veselje), ki jih sveskozi opazuje, nakar v spretno pripravljeni zasedi zajame Sheparda in Teylo. Ta mu kasneje povesta, da mu lahko njihov zdravnik odstrani sledilno napravo in jo onespodobi, takoda mu Wraithi ne bi mogli več slediti. Tako Shepard sklene dogovor, da mu odstanijo sledilno napravo, on pa v zameno zajame Forda. Shepard se vrne v Atlantido, kjer prepriča dr. Becketa, da gre z njim na ta platen in opravi operacijo. Ko dr. Brecket odstrani oddajnik, pošljejo Wraithi skozi Vrata tri puščice, ki iščejo izginulega Tekača. Medtem pa Ford ugrabi McKaya in ga poskuša prepričati, da je encim sredstvo, ki jim lahko vistveno pripomore k porazu Wraithov. Kasneje, ko Tekaču odstranijo sledino napravo, se odpravi izpolniti svoj del dogovora. Tako se le-ta in Ford najdeta in stepeta, nakar se Ford ustraši poraza, kajti kljub encimu je Tekač močnejši od njega. Da ne bi bil poražen in s tem aretiran, steče v nabiralni žarek puščice, ki zatem skoraj takoj zapustijo planet. Ekipe se vse vrnejo na Atlantido, kjer na željo Ronona (Tekač) pošljejo sondo na njegov domači planet, kjer vidijo, da je bil njegov planet popolnona uničen v zadnjem Wraitskem napadu.